# E.R.: Original Television Theme Music and Score
E.R.: Original Television Theme Music and Score è un CD pubblicato nel 1996 dalla NBC e contenente la colonna sonora del telefilm E.R. - Medici in prima linea, composte da James Newton Howard. È presente la sigla di apertura dello show in due versioni, e tutte le background music ascoltate durante gli episodi.

## Tracce
1. Theme from ER
2. Dr. Lewis and Grenee
3. Canine Blues
4. Goodbye Baby Susie from "Fever of Unknown Origin"
5. Doug and Carol from "The Gift"
6. Healing Hands - Marc Cohn
7. Hero from "Hell and High Water"
8. Carter, See You Next Fall
9. Reasons for Living - Duncan Sheik
10. Dr. Greene and a Mother's Death from "Loves Labor Lost"
11. Raul Dies from "The Healers"
12. Hell and High Water
13. Hold on from "Hell and High Water"
14. Shep Arrives from "The Healers"
15. Shattered Glass
16. Theme from ER
17. It Came Upon a Midnight Clear - Edmund Hamil Sears